# Eclipse Comics
Eclipse Comics va ser una editorial estatunidenca de còmics, una de les diverses editorials independents durant la dècada de 1980 i principis de la dècada de 1990. El 1978 va publicar la primera novel·la gràfica destinada al mercat de les botigues especialitzades de còmics de nova creació. Va ser un dels primers a oferir drets d'autor i propietat dels drets del creador.
Els creadors els primers treballs dels quals apareixen a les publicacions d'Eclipse van incloure Scott McCloud, Timothy Truman, Dan Brereton, James Hudnall i Chris Ware, mentre que l'editor també va produir obres propietat del creador de Don McGregor, Mark Evanier, Gene Colan, Alan Moore, Steve Englehart, Steve. Gerber i P. Craig Russell.

## Història

### Fundació
La companyia va ser fundada com a Eclipse Enterprises pels germans Jan i Dean Mullaney, fills de Dave Mullaney, el primer músic electrònic de la banda Hot Butter, l'abril de 1977. Més tard, Dean Mullaney afirmaria que es va inspirar per crear l'empresa en les lluites de Jerry Siegel i Joe Shuster per obtenir el reconeixement per crear Superman el 1968, i que això el va portar a crear una empresa amb valors que respectés la propietat del creador i el pagaments de drets d'autor sobre la pràctica estàndard de la indústria del treball per lloguer. Jan Mullaney, teclista de sessió que havia fet una gira amb els Bee Gees i Bad Company, va pagar els 2.000 dòlars inicials.
El nom va ser ideat per Sue Pollina, una amiga dels Mullaney, mentre que el primer logotip de l'empresa va ser dissenyat per Mark Gruenwald. L'empresa tenia inicialment la seu al 81 Delaware Street, Staten Island, Nova York.

#### Les primeres novel·les gràfiques
Eclipse va publicar una de les primeres novel·les gràfiques originals, i la primera que es va vendre a través del nou "mercat directe" de botigues de còmics, Sabre: Slow Fade of an Endangered Species de Don McGregor i Paul Gulacy. Publicat el 30 de setembre de 1978 i preestrenat a la revista Heavy Metal, el llibre va ser un èxit. Això va fer que P. Craig Russell, col·laborador de McGregor a Amazing Adventures de Marvel Comics, contactés amb els Mullaney. Eclipse va publicar l'experimental Night Music 1 de Russell el novembre de 1979, moment en què la companyia també havia llançat una recopilació de la paròdia de Fred Hembeck, les tires Dateline: @!!?# de The Buyer's Guide to Comics Fandom. Més tard, Russell va crear adaptacions al còmic de nombroses òperes per a Eclipse. També es va encarregar a Tom Orzechowski, rotulista de The Uncanny X-Men de Marvel, un logotip més sofisticat; continuaria sent la insígnia de l'empresa durant la resta del seu temps, llevat de petites alteracions. Els beneficis obtinguts es van utilitzar per finançar la publicació de les sèries Detectives, Inc.: A Remembrance of Threatening Green de McGregor (amb l'artista Marshall Rogers) i Stewart the Rat de Steve Gerber. El 1980, Mullaney va ser coeditor de la nova publicació d'aficionats Comics Feature, produïda per New Media Publishing de Hal Schuster, però va marxar després d'un any per centrar-se en Eclipse.

#### Sèries regulars
No volent limitar l'empresa només a les novel·les gràfiques, els germans van idear Eclipse, the Magazine, un títol d'antologia bimensual en blanc i negre de 68 pàgines amb un grup rotatiu de personatges propietat dels creadors. El primer número, amb data de maig de 1981, presentava Ms. Tree, la detectivade femenina de Max Allan Collins i Static de Steve Ditko. El títol introduiria més tard el Coyote de Steve Englehart, l'adaptació de Trina Robbins de Dope de Sax Rohmer, Ragamuffins de McGregor i Colan (que Mullaney descriuria més tard com "potser el millor que hem publicat mai") i Masked Man de B. C. Boyer. L'octubre de 1981 es va publicar la novel·la gràfica Dreadstar de Jim Starlin, The Price, quan l'escriptor i artista tenia problemes contractuals amb Marvel. L'èxit del volum va permetre a Starlin aprofitar un millor acord amb Marvel i va portar a la creació de l'empremta de Marvel Epic Comics el 1982. Més tard, Dean Mullaney afirmaria que el nom d'Epic va ser escollit intencionadament per provocar confusió amb Eclipse. Un altre creador descontent amb Marvel que va treballar per a Eclipse va ser Gerber; Eclipse va encarregar-li la seva sèrie Destroyer Duck. Una altra antologia, va ser en part motivada per permetre a Gerber recaptar fons per demandar a Marvel per la propietat de Howard the Duck. El primer número de Destroyer Duck va vendre 80.000 còpies i va demostrar als Mullaney que les sèries regulars de còmics eren viables; una sèrie de Sabre va començar l'any 1982 i duraria 14 números.
El desembre de 1981, la producció de Destroyer Duck va presentar Dean Mullaney a Cat Yronwode, aleshores reportera de notícies de Comics Buyer's Guide. En aquell moment, Yronwode treballava com a arxivera de Will Eisner. Yronwode va recordar que Eisner i la seva dona Ann "van organitzar una festa per a mi amb tots aquests homes de còmics amb els quals estava coquetejant. Tots aquests homes van pujar; tots volien conèixer en Will. Un d'ells era Dean Mullaney, el copropietari d'Eclipse Comics, una petita editorial independent. Era el més insinuant." La parella va començar una relació personal i professional, encara que el primer aspecte es va mantenir inicialment en privat. Yronwode es va convertir ràpidament en la redactora en cap de facto d'Eclipse.

### Expansió

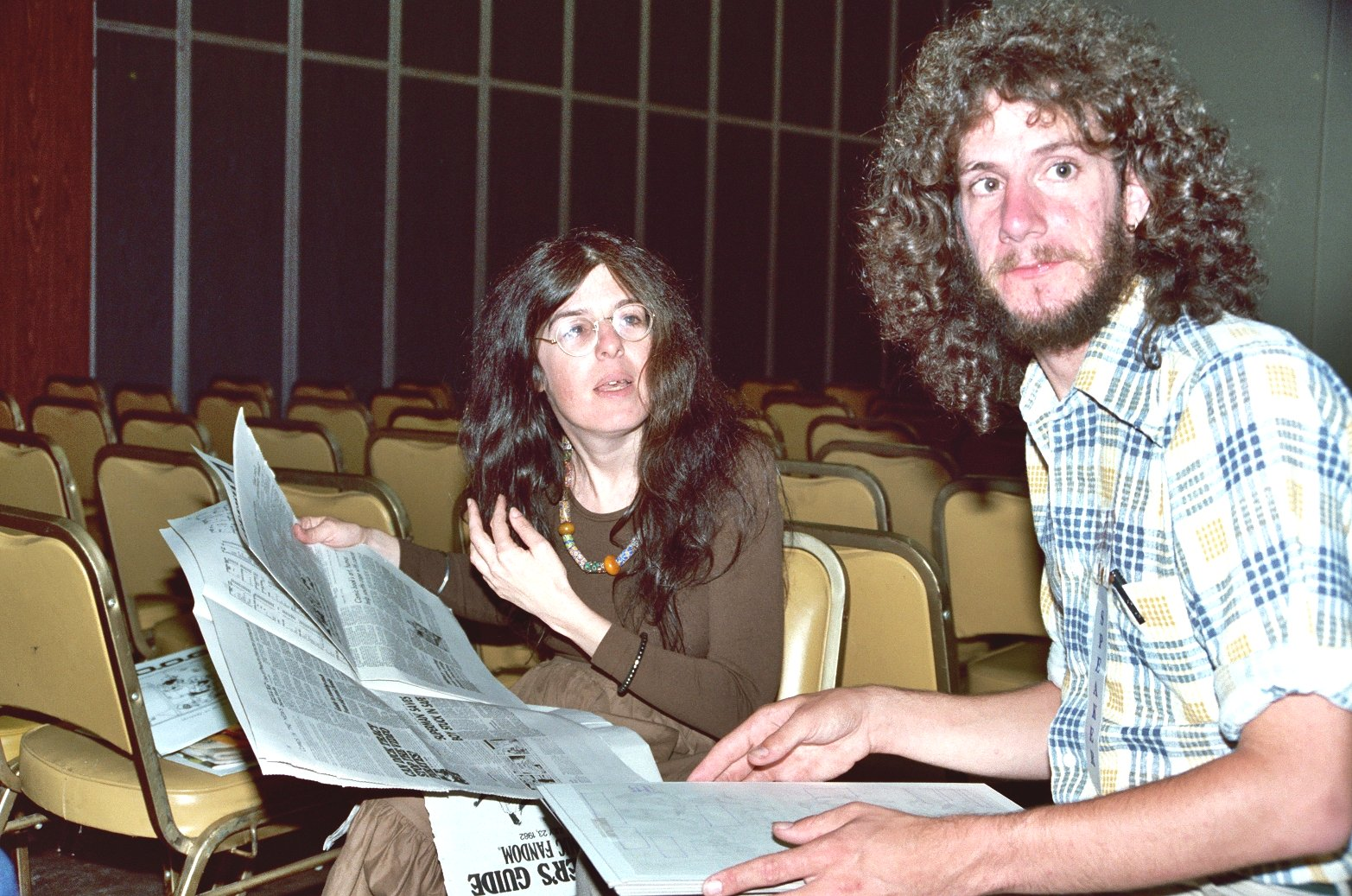
Catherine Yronwode i Dean Mullaney a la San Diego Comic Con de 1982

Mentre que Jan Mullaney es va mantenir a Nova York per gestionar la part econòmica del negoci, Dean Mullaney es va centrar en el paper d'editor i Yronwode en el de directora del creixent nombre de títols d'Eclipse, i la parella es va traslladar breument a Columbia, Missouri. Després de conèixer Mark Evanier i Will Meugniot, Eclipse va publicar la seva primera sèrie regular de Superherois, The DNAgents. S'hi va unir Eclipse Monthly, un successor de color d'Eclipse, the Magazine que continuava Static, Dope i Masked Man a més d'introduir més personatges. Ms. Tree va obtenir el seu propi títol, mentre que Yronwode va redescobrir la història perduda de Will Eisner de 1948 , John Law, que es va publicar per primera vegada. Després de l'escala a Missouri, Dean Mullaney i Yronwode van establir les oficines principals d'Eclipse a la petita ciutat de Guerneville el juliol de 1983. L'octubre de 1984 Jan Mullaney va optar per interrompre la seva participació per centrar-se en la seva carrera musical, deixant el seu germà com a únic editor i Yronwode promogut oficialment a redactor en cap. La còpia publicitària d'Eclipse va marcar la seva posició sobre la propietat del creador, la maduresa del material i la individualitat de la producció.
La producció augmentada va incloure Zot! de Scott McCloud (que l'escriptor-artista va enviar originalment per correu) i Aztec Ace de Doug Moench. Yronwode es convertiria efectivament en la cara de l'empresa, continuant escrivint el seu influent còmic Fit to Print a Comics Buyer's Guide i des de finals de 1984 escrivint la columna Penumbra impresa a la majoria dels títols d'Eclipse; anteriorment s'havia anomenat Notes from Surf City en referència a la cançó de Jan and Dean de 1963, una broma entre els germans Mullaney amb els mateixos noms de pila. Durant aquest temps, el seu nom es va indicar professionalment com "cat ⊕ yronwode" al material de CBG i Eclipse, encara que altres editors eren menys exhaustius. El mercat de còmics va experimentar una caiguda l'any 1984 a causa d'un mercat multitudinari, però Eclipse va tenir prou èxit per resistir-lo; quan el rival Pacific Comics es va retirar, Mullaney va poder organitzar la compra dels seus títols. Això incloïa The Rocketeer, Mr. Monster i Somerset Holmes de Dave Stevens, així com un acord signat recentment pels drets nord-americans de l'aclamada antologia britànica Warrior de Quality Communications. També van crear l'Independent Comics Group per publicar dos números de l'antologia Twisted Tales, mentre que Fred Burke també s'incorporaria a la companyia el 1984. Burke passaria a editar i escriure nombrosos títols per a Eclipse.
L'acord heretat amb Qualitat va ser oportunament fortuït; Alan Moore havia assumit recentment l'escriptura de Saga of the Swamp Thing per a DC Comics, provocant l'anomenada invasió britànica als còmics estatunidencs. L'acord de Warrior va portar a Axel Pressbutton i The Spiral Path, que serien colorejats per Eclipse i impresos en sèries limitades, a més de fer-se càrrec de l'antologia Strange Days de Peter Milligan, protagonitzada per Johnny Nemo. L'acord també incloïa l'aclamat renaixement de Marvelman escrit per Moore, tot i que les qüestions legals, que van fer que el llibre es retitulés Miracleman, s'havien de resoldre abans que Eclipse pogués executar el títol. Miracleman va ser originalment un dels tres llibres de 75¢ llançats per Eclipse (juntament amb The New Wave i el nou material Laser Eraser and Pressbutton) com a part d'un acord de curta durada amb una imprenta finlandesa en el moment en què eren el mercat directe més barat de còmics a color complet mai fets. No obstant això, els resultats de la impressió van fallar molt i el preu aviat es va fer inviable, amb Eclipse revertint els còmics al seu suport estàndard de 95¢ després que el contracte d'impressió inicial expirés. Després que el material de Warrior s'acabés, Moore va continuar la sèrie a Eclipse. Altres noves incorporacions al voltant d'aquesta època van ser Scout de Timothy Truman, Tales of the Beanworld de Larry Marder i Adolescent Radioactive Black Belt Hamsters, la parodia de Don Chin de les ja paròdiques Tortugues Ninja, mentre que Russell continuava les seves adaptacions al còmics de les òperes Salomé i Pelléas et Mélisande sota el segell de Night Music. Eclipse també va produir una sèrie d'índexs de Murray Ward per a diversos títols de DC, continuant amb el seu tracte amb Pacific; per evitar que el logotip d'Eclipse aparegués en llibres amb propietat intel·lectual d'un altre editor, aquests es van publicar a través d'una subetiqueta anomenada Independent Comic Group.
Eclipse va intentar innovar amb nous models de publicació de còmics. Entre aquests hi havia les anomenades "microsèries", sèries limitades de dos números quinzenals o fins i tot setmanals; una línia de llibres d'estereoscòpia en 3-D en col·laboració amb Ray Zone (incloent l'adaptació oficial del vehicle de Disney de Michael Jackson Captain EO) i, més tard, discs flexibles que contenien temes per als títols. En aquest moment, Eclipse venia al voltant de mig milió de còmics al mes i era el tercer editor de còmics després de Marvel Comics i DC Comics.

#### Inundació
Eclipse va patir un gran revés el 14 de febrer de 1986 quan el Russian River es va inundar després de fortes pluges. Les oficines d'Eclipse estaven inundades, l'aigua va arribar al segon pis del seu edifici, així com a les cases de Mullaney i Yronwode. Mullaney recordaria que Yronwode va haver de ser rescatada del seu despatx per una canoa de la Creu Roja; mentre que va poder salvar gran part dels originals a les oficines traslladant-los al tercer pis. Va destruir l'inventari de números anteriors de la companyia, així com les separacions de colors per a les reimpressions planificades de Zot! i les notes d'Yronwode per a un llibre de no ficció sobre Steve Ditko. El tema es va tractar a les columnes Fit to Print i Penumbra. Els esdeveniments serien al·ludits en una seqüència d'enquadrament irònica que Yronwode va escriure per a Miracleman nº 8. Els danys causats s'han estimat en 200.000 dòlars.
Malgrat les pèrdues materials i financeres, el juliol de 1986 l'empresa va llançar el seu primer títol quinzenal regular, Airboy. Un renaixement d'un heroi aviador desaparegut de l'Edat Daurada publicat originalment per Hillman Periodicals entre 1942 i 1953, la sèrie va ser escrita pel prolífic Chuck Dixon. El títol inicialment tenia un altre format inusual, inicialment un títol a tot color de 16 pàgines i 50¢. Tot i que finalment es va abandonar, Airboy va ser un èxit de crítica i comercial per a Eclipse, i van seguir diversos títols derivats. La sèrie de superherois The New Wave també es va llançar amb el model quinzenal abans de convertir-se en un mensual estàndard. Per fer front a l'augment de la producció, tant Burke com Letita Glozer (la mitja germana d'Yronwode) es van afegir al personal editorial a temps complet, mentre que Beau Smith s'incorporaria com a director de vendes.
Per evitar més inundacions, l'empresa també es va traslladar a Forestville, al comtat de Sonoma, Califòrnia. El juliol de 1987, Yronwode va utilitzar la seva columna Fit to Print per anunciar el seu proper casament amb Dean Mullaney, que tindria lloc el 15 d'agost a Forestville; es va animar als lectors a escriure per rebre invitacions.

### Contratemps
L'etica de propietat del creador d'Eclipse tenia defectes comercials; com que l'empresa posseïa poques de les seves propietats, depenia dels seus creadors autònoms per mantenir els títols populars, ja que s'havien d'aclarir els problemes d'ompliment i les derivacions amb els creadors, que també tenien els drets per portar el seu treball a altres editors quan els contractes vencien. Després de perdre la seva demanda per Howard the Duck, Gerber va acabar amb Destroyer Duck per tornar als seus antics empresaris Marvel com a autònom; Aztec Ace va ser cancel·lada per incapacitat per trobar artistes satisfactoris; El treball de Scott McCloud a la Creator's Bill of Rights va provocar retards en el premiat Zot!; Dave Stevens va arribar a un acord amb Comico per serialitzar nou material de Rocketeer; DNAgents i el seu spin-off Crossfire van ser abandonats quan Mark Evanier va començar a treballar per a DC Comics; Ty Templeton va abandonar Stig's Inferno poc després de transferir-lo a Eclipse quan va rebre ofertes per treballar en Booster Gold de DC; i Miracleman es va alentir fins al punt que el títol bimensual va enviar tres números entre abril de 1988 i desembre de 1989 a causa dels problemes de salut de l'artista John Totleben.
Mentre que Airboy i Scout van seguir sent venedors sòlids per a la companyia, els intents posteriors d'expandir-se als còmics de superherois, com ara The New Wave, The Liberty Project de Kurt Busiek, The Prowler de Tim Truman i Strike! de Chuck Dixon van tenir poc èxit a llarg termini. Entre 1987 i 1988, la quota de mercat d'Eclipse va caure d'un 8% al 3,6% (caient darrere de First Comics). L'èxit de l'emergent Dark Horse Comics (que també va prendre Mr. Monster) va reduir encara més la quota d'Eclipse. La companyia va començar a explorar la no ficció; Yronwode i Robbins van coescriure Women and the Comics, un volum sobre la història de les dones creadores de tires còmiques i comic books. Com a primer llibre sobre aquest tema, la seva publicació va ser coberta a la premsa principal a més de la premsa de fans.

#### Eclipse International
Intentant diversificar-se, l'any 1988 la companyia va crear una nova divisió, Eclipse International, per publicar material de l'estranger. Una de les fonts va ser Japó, on el manga es va produir en quantitats prodigioses; l'èxit d'anime importat com Robotech i Voltron havia mostrat un gran mercat potencial per a aquest tema. Es va arribar a un acord amb la filial de Shogakukan, Viz Communication, per a alguns dels seus títols, que van ser traduïts i modificats per al mercat americà per Studio Proteus de Toren Smith. Els primers títols van ser Area 88, Kamui i Mai, the Psychic Girl. Aquests van tenir èxit i van ser seguits per altres títols similars, inclòs Appleseed. No obstant això, abans que Eclipse pogués publicar el molt anunciat Lum * Urusei Yatsura de Rumiko Takahashi, el títol es va aturar a causa de «circumstàncies fora del control [de qualsevol de les parts]». El novembre de 1988, Viz va optar per no renovar el seu contracte amb Eclipse, en lloc d'establir la seva pròpia ala editorial nord-americana. Eclipse va continuar treballant amb Studio Proteus en altres importacions de manga, com Dominion i The Lost Continent. La companyia també va encarregar a Adam Warren la creació d'una versió en anglès de Dirty Pair.
Paral·lelament, es va associar amb l'editorial independent britànica Acme Press per distribuir els seus còmics al mercat americà. Els aspectes més destacats de la relació van incloure Power Comics, un títol de superherois de quatre números amb art de Dave Gibbons i Brian Bolland; Aces, una antologia en blanc i negre de cinc números d'històries de gènere serialitzades de l'Era del Jazz que es van publicar originalment a Europa; material amb llicència de James Bond en forma d'adaptació oficial de la darrera pel·lícula License to Kill i de tres minisèries James Bond: Permission to Die, la primera història de còmic de James Bond no adaptada d'un treball anterior. ambdós amb art de Mike Grell; la minisèrie Steed i Mrs. Peel (basat en el programa de televisió The Avengers però rebatejat per evitar confusions amb la sèrie molt destacada de Marvel Comics del mateix nom) de Grant Morrison i Ian Gibson; i The Complete Alec d'Eddie Campbell. La col·lecció va guanyar el 1991 Premi UK Comic Art a la millor col·lecció de novel·les gràfiques. L'acord va acabar el 1992.

#### Total Eclipse
Quan s'acostava el seu desè aniversari, Eclipse va planejar Total Eclipse, un crossover per a tota l'empresa a l'estil de la superproducció de DC Crisis on Infinite Earths. Com que la majoria dels seus personatges eren propietat del creador, calia demanar permís a cadascú individualment; molts hi van accedir. Eclipse va dedicar recursos considerables a la "súper sèrie" de format de prestigi, inclosa la contractació de l'escriptor de Crisis Marv Wolfman per fer el guió de la sèrie i l'encàrrec de portades a Bill Sienkiewicz. Malgrat les acrobàcies promocionals com les bosses de plàstic a mida per a botigues de còmics, Total Eclipse va patir retards i va ser un fracàs comercial i crític, eliminant qualsevol esperança de rellançar sèries com Strike! i The New Wave arran del seu èxit. Poc després els problemes de producció van veure que el ferm Airboy es va posar en pausa després de 50 números, mentre que Scout també s'aturava abans que la tercera sèrie de Scout: Marauder pogués començar. A finals de 1989, Eclipse va anunciar que s'estava allunyant dels còmics convencionals per passar-se a "projectes especials".

### Cromos
Una d'aquestes vies van ser els cromos orientats als adults. L'any 1988 Eclipse s'havia convertit en la primera companyia de còmics a produir aquests articles amb les targetes comercials Iran-Contra Scandal, amb text escrit per Paul Brancato i amb art de Salim Yaqub. Aquests van ser un èxit comercial i van donar lloc a altres conjunts similars sobre altres temes deliberadament provocatius, guanyant a Eclipse una considerable publicitat en el procés.
Altres conjunts van incloure:
- Friendly Dictators Trading Cards (cromos de dictadors amistosos) el 1989 de Dennis Bernstein, Laura Sydell i Bill Sienkiewicz.[57]
- Bush League Trading Cards (cromos de la presidència de George H. Bush) el 1990 de Brancato i Yaqub.
- The Comedy Channel presents the Rock Bottom Awards de Peggy Gordon i Sienkiewicz; aquest era un conjunt més alegre que barrejava objectius polítics i famosos.[58]
- Savings &amp; Loan Scandals Trading Cards (cromos sobre la crisis d'estalvis i préstecs) el 1991 de Bernstein, Sydell i Stewart Stanyard.[59][60][61][62][63]
- Coup D'Etat - The Assassination of John F. Kennedy Trading Cards el 1991, per Brancato i Sienkiewicz.[64] Aquests es van beneficiar d'un interès creixent per les teories de la conspiració sobre l'assassinat a causa del fet que la pel·lícula JFK d'Oliver Stone les va portar a un públic més ampli.[65][66][67]
- Crime and Punishment Trading Cards el 1992 de Bruce Carroll i Bill Lignante, amb fragments de casos criminals famosos com Sirhan Sirhan i Squeaky Fromme;[68] Lignante era un antic dibuixant de la sala de tribunals.[69]
- True Crime (crim real) el 1992 de Max Allan Collins, George Hagenauer, Paul Lee, Valarie Jones, Peggy Collier i Jon Bright. Cobrint tant figures de la màfia com de les bandes com Al Capone i Hymie Weiss fins a assassins en massa més recents com John Wayne Gacy i Jeffrey Dahmer, un altre que va generar una gran controvèrsia després que Entertainment Tonight va recollir un comunicat de premsa d'Eclipse, que va provocar acusacions de sensacionalisme.[70][71][72][73] La sèrie també va ser criticada a The Today Show i The Maury Povich Show, mentre que els senadors de Michigan van presentar una resolució per prohibir els cromos fins i tot abans que fossin llançats, mentre que els legisladors de Maryland i Arkansas van fer moviments similars. Informant sobre el tema, la revista de la indústria del còmic Amazing Heroes va assenyalar que el conjunt similar de Bloody Visions de Shel-Tone Publications no havia atret aquesta censura quan es va publicar anteriorment.[74] Més tard, Yronwode afirmaria que Eclipse va rebre uns 10.000 missatges de correu d'odi i va escriure sobre la controvèrsia quan les cartes es van recollir com a parell d'àlbums, True Crime Vol 1 - G-Men & Gangsters i True Crime Vol 2 - Serial Killers & Mass Murderers. el 1993.[75]
- AIDS AwarenessTrading Cards (cromos de concienciació sobre la SIDA) l'any 1993, que pretenia donar una major consciència dels efectes i la història de la malaltia; el conjunt es va empaquetar amb un preservatiu[76][77][78][79] i barrejava informació sobre la malaltia amb imatges tant de víctimes quotidianes com de celebritats (incloent Freddie Mercury, Liberace i Rudolf Nureyev, a més d'incloure una teoria que La sida havia estat "desenvolupada per equips de tècnics de bioguerra estatunidencs i soviètics i provada en persones d'Àfrica i Haití abans de ser introduïda a la població homosexual d'Amèrica del Nord".[80]

Temes menys sensacionals també incloïen bloopers de beisbol, James Bond, Música Country i National Lampoon's Loaded Weapon (pel·lícula traduïda al català amb el títol d'Amb l'arma a punt).

### Decadència i tancament
Després del fracàs de Total Eclipse, Eclipse interrompria en gran manera els còmics de superherois excepte el Zot en curs! (que acabaria el 1991) i Miracleman . En canvi, la producció de còmics es centraria en gran manera en adaptacions literàries, com ara El hòbbit de J. R. R. Tolkien, Dragonflight d'Anne McCaffrey i diverses obres de Clive Barker, ja fos com a minisèrie, one shot o novel·la gràfica. En cas contrari, l'empresa es va centrar en edicions col·leccionades, i només títols ocasionals, com ara la revisió de Truman de l'heroi pulp The Spider o paròdies que toquen el zeitgeist com X-Farce (una sàtira sobre el X-Force de Rob Liefeld) i Loco vs. Pulverine (basat en Lobo i Wolverine) va causar cap impressió als gràfics de vendes. Es van anunciar diversos títols, com ara una nova minisèrie Aztec Ace i diversos títols sota el segell de terror Eclipse F/X, però no van arribar a publicar-se.
El 1991, Eclipse tenia normalment al voltant de l'1% del mercat i havia estat definitivament superat per Malibu, Valiant i Image. Després d'haver fet la major part del seu negoci amb botigues de còmics en comptes de grans detallistes, Eclipse va ser un dels molts petits editors afectats negativament per la contracció posterior al boom de l'especulació del mercat directe i per un contracte problemàtic amb l'editor de llibres HarperCollins.

#### Fallida
Els problemes es van agreujar quan Mullaney i Yronwode es van divorciar durant l'any 1993; Més tard, Yronwode afirmaria que Mullaney va començar a comportar-se de manera erràtica i va buidar els comptes d'Eclipse. L'empresa es va quedar tan escassa de recursos que, malgrat rebre versions completades de Miracleman nº 25 i la sèrie derivada Miracleman Triumphant nº 1, cap imprenta els va ampliar el crèdit per imprimir els còmics. L'última publicació d'Eclipse va ser el seu catàleg de primavera de 1993, que era una bibliografia completa de les seves publicacions, i va cessar la seva activitat el 1994 abans de declarar-se finalment en fallida el 1995.

#### Actius
Els drets de propietat intel·lectual de l'empresa van ser adquirits posteriorment per Todd McFarlane per un total de 25.000 dòlars. Com que la majoria dels títols de la companyia eren propietat dels creadors, això consistia en gran part en els personatges d'Airboy i les marques registrades d'alguns dels títols d'antologia; en aquell moment, McFarlane i altres implicats creien que també incloïa una participació de dos terços a Miracleman. Finalment, es descobriria que Quality Communications i, per tant, Eclipse, mai no havien llicenciat correctament els personatges del creador Mick Anglo.

## Comics
| Títol                                         | Primera data de portada | Darrera data de portada | Números | Format   | Notes | Referències |
| --------------------------------------------- | ----------------------- | ----------------------- | ------- | -------- | --- | ----------- |
| Eclipse, the Magazine                         | maig 1981               | gener 1983              | 8       | Regular  | Sèrie d'antologia. | Enllaç      |
| Destroyer Duck                                | febrer 1982             | maig 1984               | 7       | Regular  | Sèrie d'antologia. | Enllaç      |
| Sabre                                         | agost 1982              | agost 1985              | 10      | Regular  | Continuació de la novel·la gràfica Sabre: Slow Fade of an Endangered Species.                                                       | Enllaç      |
| Scorpio Rose                                  | gener 1983              | novembre 1983           | 2       | Limitada | Només es van publicar 2 dels 3 números previstos.                                                                                   | Enllaç      |
| Ms. Tree's Thrilling Adventures               | febrer 1983             | juliol 1983             | 3       | Limitada | Versió a color de material procedent d'Eclipse, the Magazine, creada per Max Allan Collins.                                         | Enllaç      |
| The DNAgents                                  | març 1983               | juliol 1985             | 24      | Regular  | Primera sèrie d'Eclipse de superherois, creada per Mark Evanier.                                                                    | Enllaç      |
| Eclipse Monthly                               | agost 1983              | juliol 1984             | 10      | Regular  | Antologia, seqüela a color d'Eclipse, the Magazine.                                                                                 | Enllaç      |
| Ms. Tree                                      | octubre 1983            | juny 1984               | 6       | Regular  | Continuada per Renegade Press. | Enllaç      |
| Aztec Ace                                     | març 1984               | setembre 1985           | 15      | Regular  | Creada per Doug Moench. | Enllaç      |
| Star*Reach Classics                           | març 1984               | agost 1984              | 6       | Limitada | Antologia de reimpressions de Star*Reach.                                                                                           | Enllaç      |
| Zot!                                          | abril 1984              | juliol 1991             | 37      | Regular  | Creada per Scott McCloud. | Enllaç      |
| Crossfire                                     | maig 1984               | febrer 1988             | 26      | Regular  | Sèrie derivada de DNAgents. | Enllaç      |
| Cap'n Quick & a Foozle                        | juliol 1984             | agost 1985              | 3       | Regular  | Reanomenada com a The Foozle des del nº 3.                                                                                          | Enllaç      |
| Surge                                         | juliol 1984             | gener 1985              | 4       | Limitada | Sèrie derivada de DNAgents. | Enllaç      |
| Alien Worlds                                  | novembre 1984           | gener 1985              | 2       | Regular  | Antologia, continuada de Pacific Comics.                                                                                            | Enllaç      |
| Axel Pressbutton                              | novembre 1984           | juliol 1985             | 6       | Limitada | Versions a color del material de Quality Communications de Warrior.                                                                 | Enllaç      |
| Bernie Wrightson, Master of the Macabre       | novembre 1984           | novembre 1984           | 1       | Regular  | Antologia, continuada de Pacific Comics.                                                                                            | Enllaç      |
| Siegel and Shuster: Dateline 1930s            | novembre 1984           | agost 1985              | 2       | Regular  | Antologia de material inèdit de Jerry Siegel i Joe Shuster.                                                                         | Enllaç      |
| Somerset Holmes                               | novembre 1984           | desembre 1984           | 2       | Regular  | Continuada de Pacific Comics. | Enllaç      |
| Strange Days                                  | novembre 1984           | abril 1985              | 3       | Limitada | Antologia. | Enllaç      |
| Sun Runners                                   | novembre 1984           | desembre 1985           | 4       | Regular  | Continuada de Pacific Comics. | Enllaç      |
| Twisted Tales                                 | novembre 1984           | desembre 1985           | 2       | Regular  | Antologia, continuada de Pacific Comics.                                                                                            | Enllaç      |
| The Masked Man                                | desembre 1984           | abril 1988              | 12      | Regular  | Creada per B. C. Boyer. | Enllaç      |
| Night Music                                   | desembre 1984           | abril 1990              | 11      | Regular  | Continuació de la novel·la gràfica del mateix títol.                                                                                | Enllaç      |
| Doc Stearn...Mr. Monster                      | gener 1985              | juny 1987               | 10      | Regular  | Continuada per Dark Horse Comics.                                                                                                   | Enllaç      |
| Detectives Inc.                               | abril 1985              | abril 1985              | 2       | Limitada | Versió a color de la novel·la gràfica de 1980.                                                                                      | Enllaç      |
| Doc Stearn...Mr. Monster                      | gener 1985              | juny 1987               | 10      | Regular  | Continuada per Dark Horse Comics.                                                                                                   | Enllaç      |
| Nightmares                                    | maig 1985               | maig 1985               | 2       | Limitada | Versió a color de material de Warren Publishing procedent d'Eerie.                                                                  | Enllaç      |
| Alien Encounters                              | juny 1985               | agost 1987              | 14      | Regular  | Antologia. | Enllaç      |
| John Bolton's Halls of Horror                 | juny 1985               | juny 1985               | 2       | Limitada | Versions a color de material de Quality Communications procedent de House of Hammer i Halls of Horror.                              | Enllaç      |
| Tales of Terror                               | juliol 1985             | juliol 1987             | 13      | Regular  | Antologia. | Enllaç      |
| Miracleman                                    | agost 1985              | juny 1993               | 24      | Regular  | Versions a color de material ade Quality Communications procedent de Warrior, posteriorment continuat amb material nou.             | Enllaç      |
| The Unknown Worlds of Frank Brunner           | agost 1985              | agost 1985              | 2       | Limitada | Versions a color de material de Warren Publishing procedent de Creepy.                                                              | Enllaç      |
| Scout                                         | setembre 1985           | octubre 1987            | 24      | Regular  | Creada per Timothy Truman. | Enllaç      |
| Bedlam                                        | setembre 1985           | setembre 1985           | 2       | Limitada | Creada per Stephen R. Bissette i Rick Veitch.                                                                                       | Enllaç      |
| The Johnny Nemo Magazine                      | setembre 1985           | febrer 1986             | 3       | Limitada | Sèrie derivada de Strange Days. | Enllaç      |
| The New DNAgents                              | octubre 1985            | març 1987               | 17      | Regular  | Sèrie derivada de DNAgents. | Enllaç      |
| Reese's Pieces                                | octubre 1985            | octubre 1985            | 2       | Limitada | Versions a color de material de Skywald Publications procedent de Nightmare.                                                        | Enllaç      |
| Seduction of the Innocent 3-D                 | octubre 1985            | abril 1986              | 2       | Limitada | Prevista com a sèrie derivada de Seduction of the Innocent! però publicada primer. Material d'EC Comics convertit per Ray Zone.     | Enlaç       |
| Laser Eraser and Pressbutton                  | novembre 1985           | juliol 1986             | 6       | Regular  | Sèrie derivada d'Axel Pressbutton.                                                                                                  | Enllaç      |
| Seduction of the Innocent!                    | novembre 1985           | abril 1986              | 6       | Limitada | Versions a color de material d'EC Comics, anomenada a partir del famòs llibre de Fredric Wertham.                                   | Enllaç      |
| Kitz 'n' Katz Komiks                          | 1985                    | 1986                    | 4       | Regular  | Continuada de Phantasy Press; continuada autopublicada per Bob Laughlin.                                                            | Enllaç      |
| Tales of the Beanworld                        | 1985                    | 1993                    | 21      | Regular  | Copublicada amb Beanworld Press. | Enllaç      |
| True Love                                     | gener 1986              | gener 1986              | 2       | Limitada | Reimpressions de materials de còmics romàntics de Pines Comics.                                                                     | Enllaç      |
| The Twisted Tales of Bruce Jones              | febrer 1986             | març 1986               | 4       | Limitada | Antologia. | Enllaç      |
| Adolescent Radioactive Black Belt Hamsters    | abril 1986              | gener 1988              | 8       | Regular  | Continuada de Comic Castle. | Enllaç      |
| World of Wood                                 | abril 1986              | febrer 1988             | 5       | Limitada | Originalment planificada com a sèrie limitada de quatre números.                                                                    | Enllaç      |
| Mr. Monster's Super Duper Special             | maig 1986               | juliol 1987             | 8       | Regular  | Sèrie derivada de Doc Stearn...Mr. Monster.                                                                                         | Enllaç      |
| Champions                                     | juny 1986               | febrer 1987             | 6       | Limitada | Adaptació llicenciada del joc de rol de Hero Games.                                                                                 | Enllaç      |
| Crossfire and Rainbow                         | juny 1986               | setembre 1986           | 4       | Limitada | Sèrie derivada de DNAgents. | Enllaç      |
| The New Wave                                  | juny 1986               | març 1987               | 13      | Regular  | | Enllaç      |
| Whodunnit?                                    | juny 1986               | abril 1987              | 3       | Limitada | Sèrie derivada de Crossfire. | Enllaç      |
| The Spiral Path                               | juliol 1986             | juliol 1986             | 2       | Limitada | Versió a color de material de Quality Communications de Warrior.                                                                    | Enllaç      |
| Adolescent Radioactive Black Belt Hamsters 3D | juliol 1986             | desembre 1988           | 4       | Limitada | Sèrie derivada d'Adolescent Radioactive Black Belt Hamsters.                                                                        | Enllaç      |
| Airboy                                        | juliol 1986             | octubre 1989            | 50      | Regular  | Revival dels personatges de Hillman Periodicals.                                                                                    | Enllaç      |
| Espers                                        | juliol 1986             | abril 1987              | 5       | Regular  | Planejada com a sèrie limitada de 4 números però convertida en regular. Continuada per Epic Comics com a Interface.                 | Enllaç      |
| Tor 3-D                                       | juliol 1986             | agost 1986              | 2       | Limitada | Reimpressions de material de St. John Publications procedent de 3-D Comics.                                                         | Enllaç      |
| Giant-Size Mini Comics                        | agost 1986              | febrer 1987             | 4       | Limitada | Antologia de diverses històries d'impretes petites.                                                                                 | Enllaç      |
| Zooniverse                                    | agost 1986              | juny 1987               | 6       | Limitada | | Enllaç      |
| Three-D Three Stooges                         | setembre 1986           | octubre 1987            | 3       | Limitada | Reprints of St. John Publications material from Three Stooges, converted by Ray Zone.                                               | Enllaç      |
| Reid Fleming, World's Toughest Milkman        | octubre 1986            | novembre 1990           | 5       | Regular  | Creada per David Boswell. | Enllaç      |
| P. J. Warlock                                 | novembre 1986           | maig 1987               | 3       | Regular  | Creada per Bill Schorr. Només es van publicar 3 dels 4 números planejats.                                                           | Enllaç      |
| The Dreamery                                  | desembre 1986           | octubre 1989            | 14      | Regular  | Creada per Donna Barr. | Enllaç      |
| Portia Prinz of the Glamazons                 | desembre 1986           | octubre 1987            | 6       | Regular  | Continuada de Desperado-Eastern. | Enllaç      |
| Villains and Vigilantes                       | desembre 1986           | juliol 1987             | 4       | Limitada | Aceptació llicenciada del joc de rol de Hero Games.                                                                                 | Enllaç      |
| Xenon                                         | desembre 1986           | novembre 1988           | 23      | Regular  | Manga traduït, copublicat amb VIZ Communications.                                                                                   | Enllaç      |
| Spaced                                        | 1986                    | 1987                    | 4       | Regular  | Continuada de la sèrie autopublicada d'Anthony Smith.                                                                               | Enllaç      |
| Stig's Inferno                                | gener 1987              | març 1987               | 2       | Regular  | Continuada de Vortex Comics. | Enllaç      |
| Fusion                                        | gener 1987              | octubre 1989            | 17      | Regular  | Antologia. | Enllaç      |
| Guerrilla Groundhog                           | gener 1987              | març 1987               | 2       | Limitada | Originalment anomenada Combat Wombat fins que es va descobrir que NOW Comics tenia un personatge amb aquest nom en desenvolupament. | Enllaç      |
| Bullet Crow, Fowl of Fortune                  | març 1987               | abril 1987              | 2       | Limitada | Reimpressions de material de Street Enterprises procedent de The Comic Reader.                                                      | Enllaç      |
| Detectives Inc.: A Terror of Dying Dreams     | març 1987               | abril 1987              | 3       | Limitada | Sèrie derivada de Detectives Inc..                                                                                                  | Enllaç      |
| Axa                                           | abril 1987              | agost 1987              | 2       | Regular  | Adaptació de la tira de premsa. | Enllaç      |
| Enchanter                                     | abril 1987              | agost 1987              | 3       | Limitada | Creada per Don Chin i Mike Dringenberg. Només 3 dels 8 números planejats es van publicar.                                           | Enllaç      |
| The New Wave vs. the Volunteers               | abril 1987              | juny 1987               | 3       | Limitada | Spin-off from The New Wave. | Enllaç      |
| Overload Magazine                             | abril 1987              | abril 1987              | 1       | Regular  | Antologia. | Enllaç      |
| Area 88                                       | maig 1987               | novembre 1988           | 36      | Regular  | Manga traduït, copublicat amb VIZ Communications.                                                                                   | Enllaç      |
| Lost Planet                                   | maig 1987               | març 1988               | 6       | Limitada | Created by Bo Hampton. | Enllaç      |
| Mai, the Psychic Girl                         | maig 1987               | juliol 1988             | 28      | Regular  | Manga tranduït copublicat amb VIZ Communications.                                                                                   | Enllaç      |
| Valkyrie!                                     | maig 1987               | agost 1987              | 3       | Limitada | Sèrie derivada d'Airboy. | Enllaç      |
| California Girls                              | juny 1987               | maig 1988               | 8       | Regular  | Creada per Trina Robbins. | Enllaç      |
| Hotspur                                       | juny 1987               | setembre 1987           | 3       | Limitada | Creada per Timothy Truman i John Ostrander.                                                                                         | Enllaç      |
| The Legend of Kamui                           | juny 1987               | novembre 1988           | 37      | Regular  | Manga traduït, copublicat amb VIZ Communications.                                                                                   | Enllaç      |
| The Liberty Project                           | juny 1987               | maig 1988               | 8       | Regular  | Creada per Kurt Busiek. | Enllaç      |
| New America                                   | juny 1987               | setembre 1987           | 4       | Limitada | Sèrie derivada de Scout. | Enllaç      |
| The Prowler                                   | juliol 1987             | octubre 1988            | 4       | Limitada | Creada per Timothy Truman. | Enllaç      |
| Real War Stories                              | juliol 1987             | gener 1991              | 2       | Regular  | Antologia. | Enllaç      |
| Man of War                                    | agost 1987              | febrer 1988             | 3       | Regular  | Creada per Bruce Jones i Rick Burchett.                                                                                             | Enllaç      |
| Strike!                                       | agost 1987              | gener 1988              | 6       | Regular  | Creada per Chuck Dixon. | Enllaç      |
| Winterworld                                   | setembre 1987           | març 1988               | 3       | Limitada | Creada per Chuck Dixon. | Enllaç      |
| Swords of Texas                               | octubre 1987            | març 1988               | 4       | Limitada | Sèrie derivada de Scout. | Enllaç      |
| Air Fighters Classics                         | novembre 1987           | maig 1989               | 6       | Regular  | Sèrie derivada de'Airboy, reimpressions de material de Hillman Periodicals.                                                         | Enllaç      |
| Twisted Tales                                 | novembre 1987           | novembre 1987           | 1       | Regular  | Antologia, sèrie derivada de Twisted Tales/Tales of Terror.                                                                         | Enllaç      |
| Hand of Fate                                  | febrer 1988             | abril 1988              | 3       | Regular  | Creada per Bruce Jones. | Enllaç      |
| The Revenge of the Prowler                    | febrer 1988             | maig 1988               | 4       | Limitada | Sèrie derivada de The Prowler. | Enllaç      |
| Power Comics                                  | març 1988               | setembre 1988           | 4       | Limitada | Copublicada amb ACME Press. | Enllaç      |
| Scout: War Shaman                             | març 1988               | desembre 1989           | 16      | Regular  | Sèrie derivada de Scout. | Enllaç      |
| Skywolf                                       | març 1988               | octubre 1988            | 3       | Limitada | Sèrie derivada d'Airboy. | Enllaç      |
| Aces                                          | abril 1988              | desembre 1988           | 5       | Regular  | Antologia; copublicat amb ACME Press.                                                                                               | Enllaç      |
| phaze                                         | abril 1988              | octubre 1988            | 2       | Regular  | Creada per Fred Burke. | Enllaç      |
| Alien Worlds                                  | maig 1988               | maig 1988               | 1       | Regular  | Antologia, sèrie derivada d'Alien Worlds/Alien Encounters.                                                                          | Enllaç      |
| The Miracleman Family                         | maig 1988               | setembre 1988           | 2       | Limitada | Sèrie derivada de Miracleman, reimpressions de material de L. Miller & Son.                                                         | Enllaç      |
| Total Eclipse                                 | maig 1988               | abril 1989              | 5       | Limitada | Crossover de múltiple propertat per Marv Wolfman i Bo Hampton.                                                                      | Enllaç      |
| Merchants of Death                            | juliol 1988             | novembre 1988           | 4       | Regular  | Antologia. | Enllaç      |
| Valkyrie!                                     | juliol 1988             | setembre 1988           | 3       | Limitada | Sèrie derivada d'Airboy. | Enllaç      |
| New York: Year Zero                           | agost 1988              | octubre 1988            | 4       | Limitada | Reimpersió traduïda de material d'Ediciones Record procedent de Nueva York: Año Cero.                                               | Enllaç      |
| Appleseed                                     | setembre 1988           | agost 1991              | 19      | Regular  | Manga traduït. | Enllaç      |
| Dirty Pair                                    | desembre 1988           | abril 1989              | 4       | Limitada | Adaptació llicenciada dels personatges characters creats per Haruka Takachiho.                                                      | Enllaç      |
| Cyber 7                                       | març 1989               | setembre 1989           | 7       | Regular  | Manga traduït. | Enllaç      |
| Stormwatcher                                  | abril 1989              | desembre 1989           | 4       | Limitada | Copublicat amb ACME Press. | Enllaç      |
| The Hobbit                                    | maig 1989               | juliol 1989             | 3       | Limitada | Adaptació de la novel·la de J. R. R. Tolkien.                                                                                       | Enllaç      |
| Dirty Pair II                                 | juny 1989               | març 1990               | 5       | Limitada | Continuació de Dirty Pair. | Enllaç      |
| Tapping the Vein                              | setembre 1989           | gener 1992              | 5       | Regular  | Adaptacions d'històries de Clive Barker.                                                                                            | Enllaç      |
| The Black Terror                              | octubre 1989            | juny 1990               | 3       | Limitada | Revival del personatge de Nedor Comics.                                                                                             | Enllaç      |
| Cyber 7: Book Two                             | octubre 1989            | novembre 1990           | 10      | Regular  | Manga traduït; continuació de Cyber 7.                                                                                              | Enllaç      |
| Dominion                                      | desembre 1989           | juliol 1990             | 6       | Limitada | Manga traduït. | Enllaç      |
| Black Magic                                   | abril 1990              | octubre 1990            | 4       | Limitada | Manga traduït. | Enllaç      |
| The Dirty Pair III                            | agost 1990              | agost 1991              | 5       | Limitada | Continuació de Dirty Pair. | Enllaç      |
| Lost Continent                                | octubre 1990            | maig 1991               | 5       | Limitada | Manga traduït. | Enllaç      |
| Steed and Mrs. Peel                           | desembre 1990           | abril 1992              | 3       | Limitada | Adaptació de la sèrie de televisió The Avengers; copublicat amb ACME Press.                                                         | Enllaç      |
| M                                             | 1990                    | 1992                    | 4       | Limitada | Adaptació de la pel·lícula de Fritz Lang.                                                                                           | Enllaç      |
| ORBiT                                         | 1990                    | 1990                    | 3       | Limitada | Adaptacions amb llicència d'històries d'Isaac Asimov's Science Fiction Magazine.                                                    | Enllaç      |
| Dragonflight                                  | febrer 1991             | octubre 1991            | 3       | Limitada | Adaptació de la novel·la d'Anne McCaffrey.                                                                                          | Enllaç      |
| Velocity                                      | febrer 1991             | maig 1991               | 5       | Regular  | Antologia, copublicada amb ACME Press; continuada de i per Garry i Warren Pleece.                                                   | Enllaç      |
| Dragon Chiang                                 | abril 1991              | abril 1991              | 1       | Limitada | Creada per Timothy Truman. Només es va publicar 1 dels 4 números previstos.                                                         | Enllaç      |
| I Am Legend                                   | abril 1991              | juliol 1991             | 4       | Limitada | Adaptació de la novel·la de Richard Matheson.                                                                                       | Enllaç      |
| The Spider                                    | juny 1991               | agost 1991              | 3       | Limitada | Revival del personatge de Popular Publications.                                                                                     | Enllaç      |
| David Chelsea in Love                         | juliol 1991             | gener 1992              | 4       | Limitada | Creada per David Chelsea. | Enllaç      |
| James Bond 007 - Permission to Die            | juliol 1991             | setembre 1991           | 3       | Limitada | Copublicada amb ACME Press; llicenciada de la història original basada en James Bond.                                               | Enllaç      |
| Robin Hood                                    | juliol 1991             | desembre 1991           | 3       | Limitada | [ 141 ] | Enllaç      |
| Miracleman: Apocrypha                         | novembre 1991           | febrer 1992             | 3       | Limitada | Continuació de Miracleman. | Enllaç      |
| One Mile Up                                   | desembre 1991           | desembre 1991           | 1       | Limitada | Només es va publicar 1 dels 4 números planejats.                                                                                    | Enllaç      |
| Dinosaurs Attack!                             | 1991                    | 1991                    | 1       | Limitada | Adaptació amb llicència dels cromos de Topps. Només es va publicar 1 dels 3 números planejats.                                      | Enllaç      |
| Mad Dogs                                      | febrer 1992             | juliol 1992             | 3       | Limitada | Creada per Chuck Dixon i Victor Toppi.                                                                                              | Enllaç      |
| Metaphysique                                  | abril 1992              | maig 1992               | 2       | Regular  | | Enllaç      |
| Blood is the Harvest                          | juliol 1992             | desembre 1992           | 4       | Limitada | | Enllaç      |
| Parts Unknown                                 | juliol 1992             | desembre 1992           | 4       | Limitada | Creada per Beau Smith i C.B. Gorby.                                                                                                 | Enllaç      |
| Retaliator                                    | juliol 1992             | desembre 1992           | 4       | Limitada | | Enllaç      |
| The Spider: Reign of the Vampire King         | agost 1992              | desembre 1992           | 3       | Limitada | Sèrie derivada de The Spider. | Enllaç      |
| True Crime Comics                             | febrer 1993             | juny 1993               | 2       | Limitada | | Enllaç      |
| True Crime Comics Special                     | agost 1993              | agost 1993              | 1       | Limitada | Sèrie derivada de True Crime Comics; només es va publicar el nº 2.                                                                  | Enllaç      |
| Parts Unknown II - The Next Invasion          | desembre 1993           | desembre 1993           | 1       | Limitada | Només es va publicar 1 dels 4 números planejats.                                                                                    | Enllaç      |

## Polèmiques

### Pagament als creadors
Després que el seu contracte amb Eclipse acabés el 1988, Studio Proteus del traductor de manga Toren Smith va signar amb Dark Horse. Com que els seus ingressos augmentaven sobtadament malgrat vendes similars, Smith va instigar una auditoria de les finances d'Eclipse, revelant comptabilitat de partida doble per evitar pagar els drets d'autor acordats. Finalment es va fer un gran judici contra Eclipse, les pèrdues del qual van ser un factor en les finances tenses de l'empresa.
Garry Leach, Dez Skinn, Alan Davis, Neil Gaiman, Mark Buckingham i Mike Deodato van anar al registre per declarar que no els van pagar o no els van pagar correctament per treballar amb Eclipse, mentre que Davis també ha afirmat que el seu treball es va publicar sense el seu permís.

### Demandes
L'any 1992, l'assassí en sèrie condemnat Kenneth Bianchi, la meitat de la parella coneguda com els Estranguladors del Turó, va demandar a Yronwode per 8,5 milions de dòlars per tenir una imatge de la seva cara representada en un cromos; va afirmar que la seva cara era la seva marca registrada. El jutge va arxivar el cas després de decidir que, si Bianchi hagués estat utilitzant la seva cara com a marca registrada quan estava matant dones, no hauria intentat amagar-ho a la policia.
Eclipse també va ser demandant quan el comtat de Nassau, Nova York, es va apoderar d'una sèrie de cromos amb temàtica criminal en virtut d'una ordenança del comtat que prohibeix la venda de certes targetes de comerç a menors. El cas, en què Yronwode va declarar i la Unió Americana de Llibertats Civils va proporcionar la representació d'Eclipse, va arribar al Tribunal d'Apel·lacions dels Estats Units del 2n Circuit. Va fallar en contra del comtat, anul·lant l'ordenança.